# Alexandre Dmitrievitch Doubiago
Alexandre Dmitrievitch Doubiago (en russe : Александр Дмитриевич Дубяго), né le 5 (18) décembre 1903 à Kazan et mort dans la même ville le 29 octobre 1959, est un astronome et astrophysicien russe puis soviétique.   

## Biographie
Alexandre Dmitrievitch Doubiago était le fils de l'astronome russe de renom et professeur à l'Université de Kazan, Dmitri Ivanovitch Doubiago (1849-1918). Sans surprise, Alexandre Doubiago eut très tôt un intérêt pour l'astronomie et vers l'âge de 12-13 ans, il a regardé les étoiles variables et dès ses quatorze ans, il fut l'un des premiers à remarquer une nouvelle étoile dans la constellation de l'Aigle.
En 1918, à la suite de la mort de son père, il rejoint, à l'âge de 15 ans, l'équipe de l'observatoire astronomique de l'Université de Kazan. En 1920, il devint étudiant à cette même université en mathématiques et sciences physiques.
Alexandre Doubiago va découvrir deux comètes, la première en 1921 dénommée de nos jours "C/1921 H1 (Doubiago)" puis une seconde en 1923 dénommée "1923 III (Bernard - Dubiago)".
Après avoir obtenu son diplôme de l'Université de Kazan en février 1925, Alexandre Doubiago est devenu assistant puis astronome au département d'astronomie et restera toute sa vie passée à l'université de Kazan.
En 1964, l'union astronomique internationale a donné le nom de Doubiago à un cratère lunaire en l'honneur des deux astronomes russes Dimitri Doubiago et son fils Alexandre Doubiago. L'astéroïde (1167) Dubiago a été nommé en son honneur.